# Folsomides intermedius
Folsomides intermedius är en urinsektsart som beskrevs av Fjellberg 1993. Folsomides intermedius ingår i släktet Folsomides och familjen Isotomidae. Inga underarter finns listade i Catalogue of Life.